# Leideni Egyetem
Az 1575-ben alapított Leideni Egyetem (hollandul Universiteit Leiden, 1998-ig Rijksuniversiteit Leiden) Hollandia legrégebbi egyeteme. Az intézmény a holland aranykor során vált híressé, amikor egész Európából jöttek diákok a Holland Köztársaságba az itt tapasztalható intellektuális tolerancia miatt. Ebben az időszakban Leiden olyan személyiségek otthona volt, mint René Descartes, Rembrandt, Christiaan Huygens, Hugo Grotius, Baruch Spinoza és Paul Henri Thiry d’Holbach.
A leideni egyetem a holland királyi család tagjainak hagyományos képzési helye. Tagja az Europaeumnak, az európai kutatóegyetemek ligájának (LERU) és a Coimbra csoportnak.

## Története

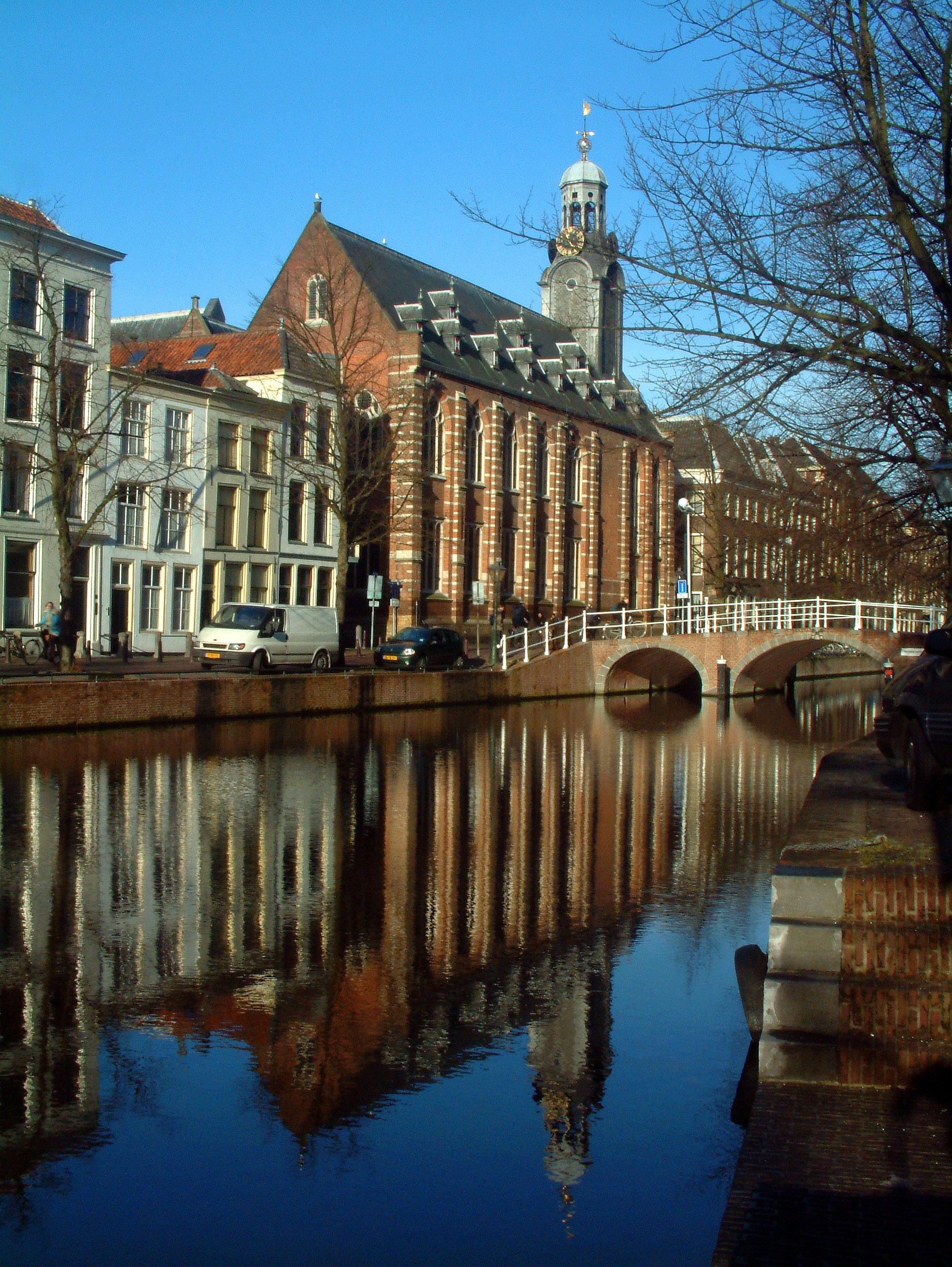

A leideni egyetemet I. Vilmos orániai herceg alapította 1575. február 8-án, pár hónappal azután, hogy véget ért a város spanyol csapatok általi ostroma a nyolcvanéves háborúban. Ez volt a néhány évvel később megalakult köztársaság, a Hét Egyesült Holland Tartomány Köztársasága első egyeteme. (Dél-Németalföldön ugyan már létezett egy egyetem Leuven városában, de az a spanyolok fennhatósága alatt állt). Az alapító célja az volt, hogy Észak-Németalföldnek legyen egy olyan intézménye, amely vallási oktatást képes adni polgárainak, de egyúttal más tudományokban is jártas vezetőket nevel az országnak és kormányzatnak. Úgy tartják, hogy a helyszín megválasztásában szerepet játszott a város hősies helytállása az előző évi spanyol ostrom alatt. A sors iróniája, hogy az egyetem alapító okiratában II. Fülöp spanyol király neve szerepelt, mivel de iure ő volt a Holland Grófság uralkodója. II. Fülöp válaszul megtiltotta mindenkinek, hogy Leidenben folytasson tanulmányokat. 
Az intézmény és könyvtára hamarosan az ország tudományos központjává fejlődött. Az egyetem hírnevét olyan jelentős tudósok növelték, mint például Justus Lipsius, Joseph Scaliger, Franciscus Gomarus, Hugo Grotius, Jacobus Arminius, Daniel Heinsius, Gerhard Johann Vossius. Az egyetem – összhangban a Praesidium Libertatis (szabadság bástyája) mottóval – a kutatás szabadságáról is ismert. 1633-ban nyílt meg a leideni csillagvizsgáló, egyike a világ legrégebbi egyetemi csillagvizsgálóinak. A 18. században Jacobus Gronovius, Herman Boerhaave, Tiberius Hemsterhuis és David Ruhnken tevékenykedtek az egyetemen. 1882-ben Heike Kamerlingh Onnest, a későbbi Nobel-díjas tudóst nevezték ki a kísérleti fizika professzorává. Az egyetem további Nobel-díjasai Hendrik Lorentz, Pieter Zeeman és Willem Einthoven voltak. Az 1920-as és  1930-as években az egyetemen dolgoztak Albert Einstein, Enrico Fermi, Paul Ehrenfest fizikusok, Christiaan Snouck Hurgronje arabtudós, Cornelis van Vollenhoven jogtudós, valamint Johan Huizinga történész.
A második világháború alatt az egyetemet a német megszállók ideiglenesen bezárták azt követően, hogy tiltakozásokra került sor a zsidó alkalmazottak elbocsátása miatt. Hollandia legrangosabb tudományos díját, a Spinoza-díjat a leideni egyetem 18 professzora kapta meg: Frits van Oostrom (holland irodalom), Frederik Kortlandt, Pieter Muysken (nyelvészet), Hendrik Lenstra (matematika), Carlo Beenakker, Jan Zaanen és Dirk Bouwmeester (fizika), Ewine van Dishoeck (molekuláris asztrofizika), Marijn Franx (csillagászat), Alexander Tielens (asztrofizika, asztrokémia), Els Goulmy (biológia), Frits Rosendaal (klinikai epidemiológia), Rinzai van IJzendoorn (pedagógia), Wil Roebroeks (régészet), Corinne Hofman (a Karib-tenger környékének régészete), Michel Ferrari (neurológia), Ineke Sluiter (görög nyelv és irodalom), Naomi Ellemers (szociálpszichológia).

## Karok
Az egyetem hét karral rendelkezik:
- Régészet
- Humán tudományok
- Közigazgatás és globális ügyek
- Matematika és természettudományok
- Orvostudomány
- Jogtudományok
- Társadalomtudományok

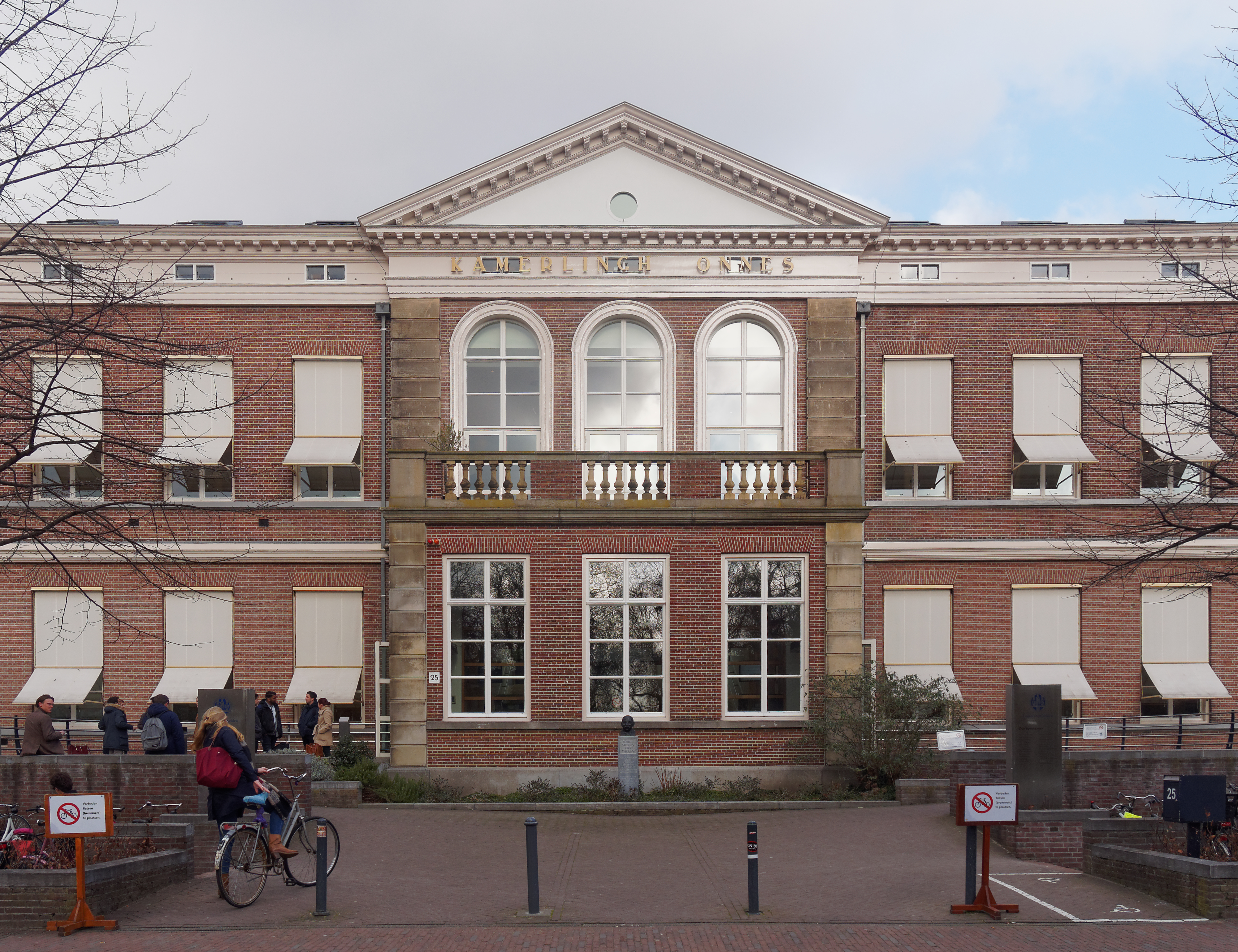
A Kamerlingh Onnes épület

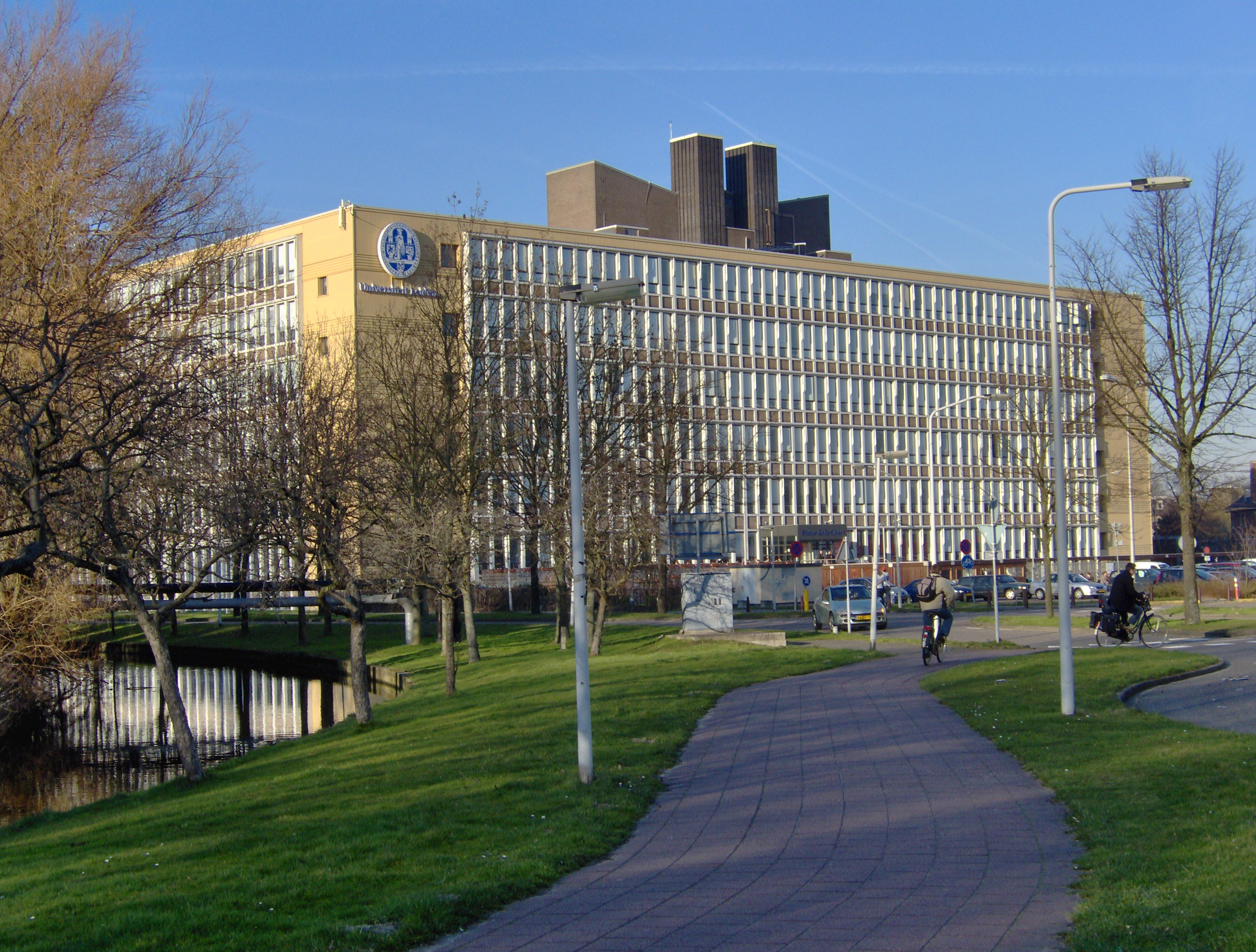
Az egyetem társadalomtudományi kara

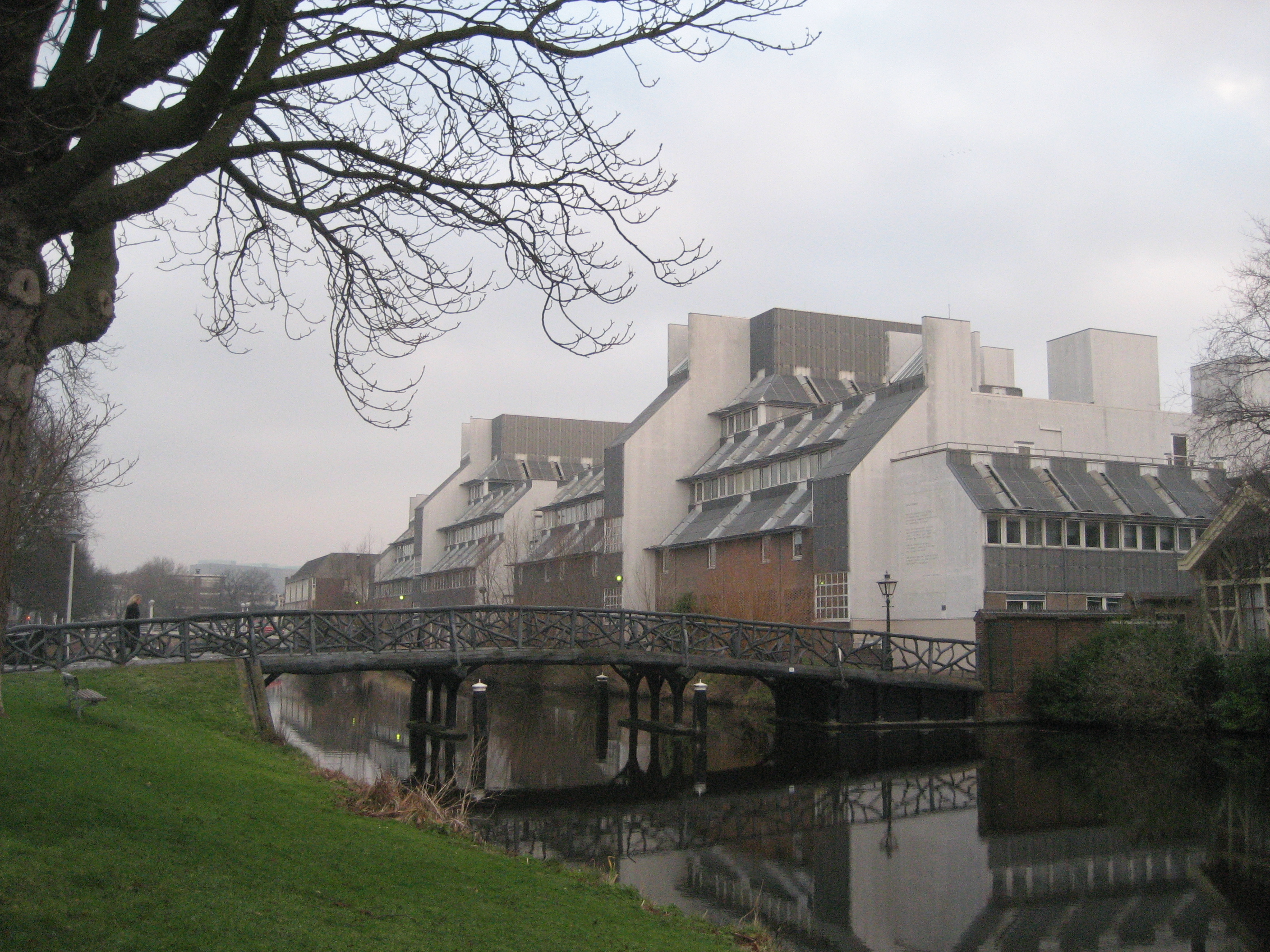
Az egyetem nyelv és irodalmi kara

2008 szeptemberében a teológiai, filozófiai, művészeti, irodalmi, nyelvészeti karok egyesülésével jött létre a Humán tudományok nevű új kar.

## Elhelyezkedése és épületei
Az egyetemnek nincs központi kampusza, épületei a városban szétszórva találhatóak. Egyes épületek, mint például a Gravensteen, igen régiek, mások pedig, például a Lipsius és a Gorlaeus sokkal modernebbek.
Az egyetemhez kapcsolódik intézmények között van az 1851-ben alapított KITLV azaz a Délkelet-ázsiai és Karibi Tanulmányok Holland Királyi Intézete, a csillagvizsgáló (1633), a természettudományok történeti múzeuma, a Rijksmuseum van Oudheden (régiségmúzeum) különösen értékes egyiptomi és indiai gyűjteményekkel, három néprajzi múzeum. Az egyetem botanikus kertje (Hortus Botanicus Leiden) a legrégebbi Hollandiában és egyik legrégebbi a földön.

## Híres személyek
- John Quincy Adams (1767–1848), az Amerikai Egyesült Államok 6. elnöke
- Bernhard Siegfried Albinus (1697–1770) német orvos
- Heinrich Bacheracht (1725–1806) német-orosz katonaorvos
- Johann Friedrich Bachstrom (1686–1742) német teológus
- Ellen Berends (1955) holland diplomata
- Herman Boerhaave (1668–1738) holland orvos
- Frits Bolkestein (1933) holland politikus
- Marcus Zuerius van Boxhorn (1602/12–1653), az indogermán nyelvrokonság felfedezője
- Frigyes Vilmos brandenburgi választófejedelem (1620–1688)
- Thomas Browne (1605–1682) angol filozófus
- Johann Philipp Burggrav (1673–1746) német orvos
- Leoni Cuelenaere (1952) holland diplomata
- Edsger Wybe Dijkstra (1930–2002) holland matematikus, informatikus
- Charles de L’Écluse (1526–1609) holland orvos, botanikus
- Paul Ehrenfest (1880–1933) osztrák fizikus
- Albert Einstein (1879–1955) Nobel-díjas német fizikus
- Willem Einthoven (1860–1927) holland orvos
- Paul Fleming (1609–1640) német költő
- Arnold Geulincx (1624–1669) flamand-holland teológus
- Jacob Dircksz de Graeff (1571–1638) holland politikus
- Hugo Grotius (1583–1645) holland filozófus
- Andreas Gryphius (1616–1664) német költő
- Ruurd B. Halbertsma (1958) holland klasszikafilológus, ókortörténész, régész
- Maarten 't Hart (1944) holland író, biológus
- Paul Hermann  (1646–1695) német orvos, botanikus
- Ayaan Hirsi Ali (1969) holland politikus
- Christian Hoffmann von Hoffmannswaldau (1616–1679) német barokk költő, író
- Jan Hendrik Holwerda (1873–1951) holland régész
- Jaap de Hoop Scheffer (1948) holland politikus
- Johan Huizinga (1872–1945) holland kultúrtörténész
- Christiaan Huygens (1629–1695) holland csillagász, matematikus
- Heike Kamerlingh Onnes (1853–1926) Nobel-díjas holland fizikus
- Franciscus Bernardus Jacobus Kuiper (1907–2003) holland indológus
- Willem Levelt (1938) holland pszicholingvisztikus
- Justus Lipsius (1547–1606, holland filozófus
- Hendrik Lorentz (1853–1928) Nobel-díjas holland matematikus
- Frédérique de Man holland diplomata
- Karl Martin (1851–1942) német geológus, paleontológus,
- Hermann Adolf Meinders (1665–1730) német jogász, történész
- Kornelis Heiko Miskotte (1894–1976) holland református teológiaprofesszor
- Jan Oort (1900–1992) holland csillagász
- Martin Opitz (1597–1639) német nyelvész
- Beatrix holland királynő (1938)
- I. Julianna holland királynő (1909–2004)
- Vilmos Sándor holland király (1967)
- Anton Pannekoek (1873–1960) holland csillagász
- Ilja Leonard Pfeijffer író, költő
- Peter Rentzel (1610–1662) német jogász, politikus
- Caspar Reuvens (1793–1835) holland ókortudós
- Rembrandt van Rijn (1606–1669) holland festő
- Joseph Justus Scaliger (1540–1609) francia humanista
- Reimar Schefold (1938) svájci antropológus
- Edith Schippers (1964) politikus
- Johann Zsigmond Schulin (1694–1750) dán-német diplomata, külügyminiszter
- Melanie Schultz van Haegen (1970) politikus
- Willem de Sitter (1872–1934) holland csillagász
- Jacob Cornelis van Aludj (1841–1929) holland könyvtáros, prédikátor
- Willebrord van Roijen Snell (1580–1626) holland csillagász, matematikus
- Jean Henri van Swinden (1746–1823) holland matematikus és fizikus
- Johan Rudolf Thorbecke (1798–1872) holland politikus
- Jan Tinbergen (1903–1994) Nobel-díjas holland közgazdász
- Nikolaas Tinbergen (1907–1988) holland etológus
- Ronald Venetiaan (1936) Suriname-i politikus
- Andreas Vengerscius (1600–1649) lengyel református, teológus, költő, egyháztörténész
- Arnold Vinnius (1588–1657) holland jogász
- Jouke de Vries (1960) holland politikus
- Johannes Diderik van der Waals (1837–1923) Nobel-díjas holland fizikus
- Jan Hendrik Waszink (1908–1990) holland latintudós
- Johann von Wowern (1574–1612) politikus, klasszikafilológus, jogász
- Gotthard Wunberg (1930) német irodalomtudós
- Pieter Zeeman (1865–1943) Nobel-díjas holland fizikus

## Fordítás
- Ez a szócikk részben vagy egészben  az   Universität Leiden című német Wikipédia-szócikk ezen változatának fordításán alapul.  Az eredeti cikk szerkesztőit annak laptörténete sorolja fel. Ez a jelzés csupán a megfogalmazás eredetét és a szerzői jogokat jelzi, nem szolgál a cikkben szereplő információk forrásmegjelöléseként.
- Ez a szócikk részben vagy egészben  a   Leiden University című angol Wikipédia-szócikk ezen változatának fordításán alapul.  Az eredeti cikk szerkesztőit annak laptörténete sorolja fel. Ez a jelzés csupán a megfogalmazás eredetét és a szerzői jogokat jelzi, nem szolgál a cikkben szereplő információk forrásmegjelöléseként.